# Schmiedefeld am Rennsteig
Schmiedefeld am Rennsteig – dzielnica miasta Suhl w Niemczech, w kraju związkowym Turyngia, w powiecie Ilm. Do 31 grudnia 2018 jako samodzielna gmina wchodziła w skład wspólnoty administracyjnej Rennsteig.

## Współpraca
Miejscowość partnerska:
- Solms, Hesja